# Synoicum jordani
Synoicum jordani är en sjöpungsart som först beskrevs av Friedrich Ritter 1899.  Synoicum jordani ingår i släktet Synoicum och familjen klumpsjöpungar. Inga underarter finns listade i Catalogue of Life.